# Седлець (Ниський повіт)
Седлець (пол. Siedlec, нім. Zedlitz) — село в Польщі, у гміні Отмухув Ниського повіту Опольського воєводства.
Населення — 66 осіб (2011).
У 1975-1998 роках село належало до Опольського воєводства.

## Демографія
Демографічна структура станом на 31 березня 2011 року:
|          | Загалом | Допрацездатний вік | Працездатний вік | Постпрацездатний вік |
| -------- | ------- | ------------------ | ---------------- | -------------------- |
| Чоловіки | 36      | 4                  | 24               | 8                    |
| Жінки    | 30      | 6                  | 14               | 10                   |
| Разом    | 66      | 10                 | 38               | 18                   |